# Molto illustre ordine della famiglia reale Halimi di Kedah
Il Molto illustre ordine famigliare reale Halimi di Kedah è un ordine cavalleresco del sultanato di Kedah.

## Storia
L'ordine è stato fondato nel gennaio 1973 per premiare i membri della famiglia reale.

## Classi
L'ordine dispone dell'unica classe di membro che dà diritto al post nominale DKH.

## Insegne
- Gli uomini portano una fascia, un collare e una stella.[1]
- Le donne portano un nodo sul petto, un collare e una stella.[1]
- Il nastro è giallo con al centro una striscia blu e con bordi verdi caricati di una striscia rossa.